# Trécesson
Trécesson es un municipio-cantón de la provincia de Quebec, Canadá. Está ubicado en el municipio regional de condado de Abitibi y a su vez, en la región administrativa de Abitibi-Témiscamingue. Hace parte de las circunscripciones electorales de Abitibi-Ouest a nivel provincial y de Abitibi-Témiscamingue a nivel federal.

## Geografía
Trécesson se encuentra ubicada en las coordenadas 48°39′00″N 78°19′00″O / 48.65000, -78.31667. Según Statistics Canada, tiene una superficie total de 196.51 km² y es una de las 1135 municipalidades en las que está dividido administrativamente el territorio de la provincia de Quebec.

## Demografía
Según el censo de 2011, había 1138 personas residiendo en este cantón con una densidad poblacional de 5.8 hab./km². Los datos del censo mostraron que de las 1195 personas en 2006, en 2011 el cambio poblacional fue de -57 habitantes (-4.8%). El número total de inmuebles particulares resultó de 504 con una densidad de 2.56 inmuebles por km². El número total de viviendas particulares que se encontraban ocupadas por residentes habituales fue de 442.